# Luigi Ricci-Stolz
Luigi Ricci-Stolz, rozený Luigino Ricci (1852? Terst – 10. února 1906 Milán) byl italský hudebník, dirigent a hudební skladatel.

## Život
Luigi Ricci, familiárně nazývaný Luigino (pro odlišení od mnohem slavnějšího otce), byl synem skladatele Luigi Ricciho a Františky Stolzové (1826-1900), sestry slavné české operní zpěvačky Terezy Stolzové. Luigi Ricci byl manželem Ludmily roz. Stolzové, identického dvojčete Františky, se kterou měl dceru Lellu Ricci, rovněž operní zpěvačku.
Otec Luigina zemřel, když mu bylo sedm let. Hudební vzdělání získal od svého strýce, skladatele Federica Ricciho. Když v roce 1902 Tereza Stolzová zemřela, odkázala synovci veškerý svůj majetek. Luigino pak z vděčnosti připojil její jméno ke svému a dále se nazýval Luigi Ricci-Stolz.
Zemřel v Miláně v roce 1906 ve věku 54 let, v domově pro hudebníky, který založil Giuseppe Verdi.
Luigi Ricci-Stolz zkomponoval, kromě několika oper, mnoho skladeb pro chrámové účely, písní a komorních skladeb. Nepodařilo se mu však dosáhnout úspěchů podobných úspěchu svého otce či strýce.

## Opery
- Frosina (Janov, 1870)
- Cola di Rienzo (Teatro La Fenice, Benátky, 1880)
- Un curioso accidente (Benátky, 1880)
- Donna Ines (Piacenza, 1885)
- La coda del diavolo (Turín, 1885)
- Don Chisciotte (podle Cervantese, Benátky, 1887)
- Il frutto proibito (Barcelona, 1888)
- Roma intangibile (libreto G. A. Costanzo, Řím, 1888)